# Hautecôte
Hautecôte is een gehucht in de Franse gemeente Nuncq-Hautecôte in het departement Pas-de-Calais. Het ligt een halve kilometer ten westen van het dorpscentrum van Nuncq.

## Geschiedenis
Oude vermeldingen van de plaats gaan terug tot de 14de eeuw, als Haudescote, Le Viese-Hondeschote en Hondescote. Het was een gehucht van de parochie van Nuncq.
Op het eind van het ancien régime werd Hautecôte een gemeente.
In 1972 werd de kleine gemeente Hautecôte in een zogenaamde "fusion association" aangehecht bij de grotere gemeente Nuncq, die werd hernoemd in Nuncq-Hautecôte. In 1988 werd de fusie omgezet in een volwaardige fusie ("fusion simple").